# مارك سالينغ
مارك سالينغ (بالإنجليزية: Mark Salling)‏ (مواليد 17 أغسطس 1982 في دالاس - الوفاة 30 يناير 2018)، هو ممثل أمريكي بدأ مسيرته الفنية سنة 1996. اشتهر بدوره في مسلسل غلي والذي استمر لست سنوات.

## مشاكل قضائية
وجهت له تهمة حيازة الآف الصور والفيديوهات الإباحية لأطفال في مايو 2016، وتم الإفراج عنه بكفالة. وقد تقررت محاكمته في مارس 2018 على أساس اعترافه بالذنب الموجه له، وكان قد يواجه الحكم عليه بالسجن لمدة (4 - 7 سنوات). قرر مارك الانتحار قبل بدأ محاكمته وكان ذلك في 30 يناير 2018 في لوس أنجلوس.

## الأعمال
- جوال تكساس ووكر (1999)
- غلي (2009 - 2016)

## روابط خارجية
- مارك سالينغ على موقع IMDb (الإنجليزية)
- مارك سالينغ على موقع روتن توميتوز (الإنجليزية)
- مارك سالينغ على موقع قاعدة بيانات الأفلام العربية
- مارك سالينغ على موقع ألو سيني (الفرنسية)
- مارك سالينغ على موقع ميوزك برينز (الإنجليزية)
- مارك سالينغ على موقع تيرنر كلاسيك موفيز (الإنجليزية)
- مارك سالينغ على موقع أول موفي (الإنجليزية)
- مارك سالينغ على موقع إن إن دي بي (الإنجليزية)
- مارك سالينغ على موقع أول ميوزيك (الإنجليزية)
- مارك سالينغ على موقع ديسكوغز (الإنجليزية)